# Castellina Marittima
Castellina Marittima település Olaszországban, Toszkána régióban, Pisa megyében. Lakosainak száma 1827 fő (2023. január 1.). Castellina Marittima Cecina, Chianni, Rosignano Marittimo, Santa Luce és Riparbella községekkel határos.

## Népesség
A település lakossága az elmúlt években az alábbi módon változott:
| Lakosok száma | 1984 | 1961 | 1827 |
|               | 2017 | 2018 | 2023 |